# Остшиці (Любуське воєводство)
Остшиці (пол. Ostrzyce) — село в Польщі, у гміні Тшебехув Зеленогурського повіту Любуського воєводства.
Населення — 251 особа (2011).
У 1975-1998 роках село належало до Зеленогурського воєводства.

## Демографія
Демографічна структура станом на 31 березня 2011 року:
|          | Загалом | Допрацездатний вік | Працездатний вік | Постпрацездатний вік |
| -------- | ------- | ------------------ | ---------------- | -------------------- |
| Чоловіки | 125     | 22                 | 93               | 10                   |
| Жінки    | 126     | 30                 | 74               | 22                   |
| Разом    | 251     | 52                 | 167              | 32                   |